# Tarapacaïta
La tarapacaïta és un mineral de la classe dels sulfats. Rep el seu nom d'on va ser descoberta, a Tarapacà, Xile.

## Característiques
La tarapacaïta és un sulfat de fórmula química K₂[CrO₄]. Cristal·litza en el sistema ortoròmbic. Rarament es troba en forma de cristalls tabular gruixuts {001}; trobant-se típicament en forma granular disseminada. És una espècie isostructural amb la mascagnita.
Segons la classificació de Nickel-Strunz, la tarapacaïta pertany a «07.FA - Cromats sense cations addicionals» juntament amb els següents minerals: cromatita, hashemita i crocoïta.

## Formació i jaciments
És un mineral accessori de menor importància en el dipòsit de nitrat. Sol trobar-se associada a altres minerals com la lopezita o la dietzeïta. Va ser descoberta l'any 1878 a l' Oficina Maria Elena, a la província de Tocopilla (Regió d'Antofagasta, Xile). També ha estat descrita a altres indrets xilens, com a Taltal (província d'Antofagasta) i a Zapiga (Tarapacà).